# Lobgesang auf die feierliche Johannisloge
Der Lobgesang auf die feierliche Johannisloge (Textincipit: O heiliges Band) KV 148 (KV6 125h) ist ein Lied für Tenor, einstimmigen Männerchor und Klavier von Wolfgang Amadeus Mozart.

## Entstehung und Verwendung des Liedes
Mozart komponierte es um 1772 in Salzburg. Der Text des Liedes stammt aus der Feder von Ludwig Friedrich Lenz (1717–1780) und umfasst zahlreiche Strophen. Die erste Strophe  lautet:
O heiliges Band der Freundschaft treuer Brüder,

dem höchsten Glück und Edens Wonne gleich,

dem Glauben Freund doch nimmermehr zuwider,

der Welt bekannt und doch geheimnisreich.
Der Lobgesang auf die feierliche Johannisloge ist das älteste erhaltene Freimaurerlied und wird auch heute noch zu zeremoniellen Anlässen in den Logen der Freimaurer gesungen. Der Dreiviertel-Takt verweist ebenso wie die Wiederholung des letzten Verses durch einen einstimmigen Chor auf die Traditionen der Freimaurer.
Mozart verfasste das Lied zu einer Zeit, in der er noch kein Freimaurer war; die genauen Umstände der Entstehung des Liedes sind nicht bekannt. Nach Harald Strebel handelte es sich möglicherweise um einen Auftrag der Münchner Freimaurerloge Zur Behutsamkeit.

## Tonaufnahmen
Das Lied wurde 1969 vom Tenor Werner Krenn für das Label DECCA eingespielt. Eine Zusammenstellung von Mozarts gesamter freimaurerischer Musik, die auch dieses Lied enthält, wurde 1990 von DECCA als CD unter dem Titel Masonic Music auf den Markt gebracht. Die Zusammenstellung enthält neben anderen Werken Mozarts das Kantatenfragment Dir, Seele des Weltalls KV 429, sowie seine Maurerische Trauermusik KV 477. Dirigent der Aufnahmen war István Kertész.